# Прохоровське сільське поселення
Про́хоровське сільське поселення (рос. Прохоровское сельское поселение) — муніципальне утворення у складі Армізонського району Тюменської області, Росія.
Адміністративний центр — село Прохорово.

## Населення
Населення — 602 особи (2020; 658 у 2018, 746 у 2010, 945 у 2002).

## Склад
До складу поселення входять такі населені пункти:
| Населений пункт     | Населення, осіб (2002) | Населення, осіб (2010) |
| ------------------- | ---------------------- | ---------------------- |
| Бердюгіна, присілок | 127                    | 102                    |
| В'ялково, присілок  | 143                    | 80                     |
| Жиряково, присілок  | 214                    | 194                    |
| Прохорово, село     | 461                    | 370                    |